# Zawójka rzeczna
Zawójka rzeczna (Borysthenia naticina) − gatunek małego ślimaka z rodziny zawójkowatych (Valvatidae); jedyny żyjący współcześnie przedstawiciel rodzaju Borysthenia. 
Występuje w średnich i dużych rzekach nizinnych, o spokojnym nurcie, na obszarze od zlewiska Morza Bałtyckiego do zlewiska Morza Czarnego. Zawójka rzeczna jest w Polsce objęta częściową ochroną gatunkową oraz wpisana do Polskiej czerwonej księgi zwierząt. Bezkręgowce, jako gatunek krytycznie zagrożony wyginięciem. Najprawdopodobniej głównymi zagrożeniami są zanieczyszczenie i eutrofizacja wód.